# Ida K. Laurel
Ida K. Laurel (geborene Kitajewa, russisch Ида Китаева; * 26. Januar 1899 in Tschita, Russisches Kaiserreich; † 26. Januar 1980 in Los Angeles, Kalifornien) war eine russische Sängerin und Schauspielerin. Sie war die fünfte und letzte Ehefrau des Komikers Stan Laurel.

## Leben
Mit ihrem ersten Mann, dem unter dem Künstlernamen Raphael Raphael auftretenden Konzertina-Virtuosen Raphael Alexandrowitsch Sonnenberg, feierte Ida Kitajewa als Sängerin große Erfolge. Nach seinem Tod ging sie in die USA, wo sie in Yuma, Arizona am 6. Mai 1946 den mehrfach geschiedenen Schauspieler Stan Laurel heiratete. Die Ehe hielt bis zu Laurels Tod im Jahr 1965. In Hollywood hatte sie zwei kleine Filmrollen in den Komödien Heil dem siegreichen Helden (1944) und Verrückter Mittwoch (1947), jeweils unter der Regie von Preston Sturges. Sie wurde 1980 im Forest Lawn Memorial Park in Hollywood neben Stan Laurel begraben.
In der Filmbiografie Stan & Ollie wird Ida Kitajewa von Nina Arianda dargestellt.